# Kunsziget
Kunsziget là một thị trấn thuộc hạt Győr-Moson-Sopron, Hungary. Thị trấn này có diện tích 17,88 km², dân số năm 2010 là 1225 người, mật độ 69 người/km².